# Burnout (gra komputerowa)
Burnout – komputerowa gra wyścigowa wyprodukowana przez Criterion Games oraz wydana przez Acclaim w 2001 roku na konsolę PlayStation 2 oraz w 2002 roku na Xboksa oraz GameCube.

## Rozgrywka
W początkowej fazie gry gracz ma możliwość wzięcia udziału w mistrzostwach. Składają się one z wyścigów, w których gracz musi zwyciężyć. W miarę rozwoju rozgrywki odblokowywane są kolejne tryby. Gracz może odblokować tryb pojedynku jeden na jednego, wyścig z czasem czy wyzwanie dla dwóch graczy. W grze zawarto kilkanaście nielicencjonowanych samochodów. Część wyścigów odbywa się na transach zabudowanych na których, odbywa się ruch uliczny. Gracz w określonym czasie może aktywować samochodzie turbo. Gdy dojdzie do kolizji, gracz może uruchomić powtórkę zaszłego zdarzenia z kilku kamer.
W trybie gry wieloosobowej na podzielonym ekranie może uczestniczyć dwóch graczy.